# Papa no Iukoto o Kikinasai!
Papa no Iukoto o Kikinasai! (яп. パパのいうことを聞きなさい！ Папа но иукото о кикинасай!, англ. Listen to Me, Girls. I Am Your Father!) — серия лайт-новел, автором которого является Томохиро Мацу, а иллюстратором — Юка Накадзима. Публикуется издательством Shueisha с декабря 2009 года. С сентября 2011 года в журнале Jump Square того же издательства начала публиковаться манга-адаптация лайт-новел, иллюстратором которой стал Ёхэй Такэмура, а в период с 11 января по 28 марта 2012 года в телесети Tokyo MX TV транслировалось аниме студии Feel.

## Сюжет
Юта Сэгава — студент первого курса, который рано остался сиротой. В детстве за ним присматривала его старшая сестра, Юри, но после того, как она вышла замуж, Юта решил жить один. Однажды, на время отпуска, Юри и её муж попросили Юту присмотреть за их детьми: Сорой, Миу и Хиной Таканаси. Однако самолёт, где находились родители детей, потерпел крушение, и их объявили пропавшими. На семейном совете было решено, что дети будут разделены, но чтобы это предотвратить, Юта берёт их жить к себе в маленькую комнатку.

## Персонажи

### Главные персонажи
- Юта Сэгава (яп. 瀬川 祐太 Сэгава Ю:та) — главный герой произведения, студент первого курса университета. Его родители скончались, когда он был ещё маленьким, поэтому его воспитывала старшая сестра, Юри. Юте не понравилось, что она вышла замуж за мужчину, у которого уже было двое детей от прошлых браков. Когда родители Соры, Миу и Хины пропали без вести, Юта решил взять их жить к себе. Через четыре года после того, как его сестра и зять пропали без вести, он и Сора решили жениться.

Сэйю: Ватару Хатано
- Сора Таканаси (яп. 小鳥遊 空 Таканаси Сора) — самая старшая из трёх сестёр. Ей 14 лет, учится во втором классе средней школы, цундэрэ. Её родная мать умерла. Обычно обращается к Юте как Онии-тян («старший брат»). Сора уже давно влюблена в него, но тот не обращает внимание на её чувства и думает, что она просто стесняется. Она имеет довольно хорошие оценки в школе, но не очень хороша в приготовлении пищи. Из-за тяжелых обязанностей Сора думала об уходе из своего клуба, но с мотивацией президента Киёми Окае и Юты, Сора остается верной себе. В 17 томе Сора начинает свой первый год в старшей школе и зарабатывает верхнюю позицию хор-клуба. Несколько лет спустя, она выходит замуж за Юту во время событий 18-го тома.

Сэйю: Сумирэ Уэсака
- Миу Таканаси (яп. 小鳥遊 美羽 Таканаси Миу) — вторая по старшинству из трёх сестёр. Ей 10 лет, пятиклассница. Наполовину русская. Отец развёлся с её родной матерью, после чего та вернулась на родину и устроилась дизайнером. Называет Юту Одзи-сан («дядя»). Миу предпочитает ребят, которые старше её.

Сэйю: Эри Китамура
- Хина Таканаси (яп. 小鳥遊 ひな Таканаси Хина) — самая младшая из трёх сестёр. Ей 3 года, посещает детский сад. Является биологической дочерью Юри, поэтому Хина — единственная из сестёр, которая кровно связана с Ютой. Она очень дружелюбна и не боится незнакомцев. Иногда она неправильно произносит слова, что приводит к неоднозначности.

Сэйю: Хироми Игараси

### Университет Тама
- Райка Ода (яп. 織田 莱香 Ода Райка) — студентка второго курса университета. Хорошо умеет готовить блюда японской кухни. Она очень привлекательна, имеет модельную внешность. Райка скрывает свои эмоции и любит дразнить Юту, намекая, что она интересуется им. После окончания университета стала учителем, а позже её назначают в начальную школу, которую посещает Хина.

Сэйю: Юи Хориэ
- Коити Нимура (яп. 仁村 浩一 Нимура Ко:ити) — студент первого курса университета, хороший друг Юты. Бабник. Он настаивает на том, что его дом только для принятия девушки. Как результат, он почти никогда не останавливается в своем собственном доме и вместо этого часто проводит время в квартире Юты. Он, однако, очень заботливый друг.

Сэйю: Дайсукэ Оно
- Сюнтаро Сако (яп. 佐古 俊太郎 Сако Сюнтаро:) — студент третьего курса университета. Является президентом Научно-исследовательского общества наблюдений. Он лоликонщик и носит очки с толстыми стёклами. Райка бьет его гигантским веером из бумаги, когда у него возникают извращённые мысли. Он имеет определенный интерес к племянницам Юты, исключая Сору, которая, как он утверждает, слишком стара для него, и обычно называет её Оба-тян («старушка»). После окончания университета он уехал жить за границу.

Сэйю: Дзюндзи Мадзима

### Прочие персонажи
- Юри Таканаси (яп. 小鳥遊 ゆり Таканаси Юри) — ~29 лет, старшая сестра Юты, мачеха Соры и Миу, родная мать Хины. Когда её с Ютой родители умерли, воспитывала брата сама. Вышла замуж на Синго, когда Юта учился в средней школе. Пропала без вести со своим мужем во время отпуска после того, как их самолёт потерпел крушение, что вынудило Юту взять детей на воспитание к себе, чтобы не разделить их.

Сэйю: Саяка Охара
- Синго Таканаси (яп. 小鳥遊 進悟 Таканаси Синго) — муж Юри. Ранее уже был дважды женат, от каждого брака ему досталось по ребёнку. С родной матерью Миу он развёлся, а мать Соры умерла. Синго — отаку, увлекающийся косплеем; просил жену и дочерей делать косплей для своей фото-коллекции. Пропал без вести вместе с Юри во время отпуска.

Сэйю: Нобуо Тобита
- Куруми Атараси (яп. 新子 胡桃 Атараси Куруми) — соседка Юты. Работает сэйю, ранее озвучивала главную героиню любимого аниме-сериала Хины. В свободное время Куруми проводит время с Хиной и Миу. Появилась только в аниме-адаптации.

Сэйю: Сакура Накамура
- Савако Мидорикава (яп. 緑川 佐和子 Мидорикава Савако) — хозяйка квартиры Юты. Чуть было не выселила его и девочек оттуда, если бы не своевременное вмешательство реальной хозяйки — матери Савако. В свои 29 лет она живёт одна и, кажется, завидует молодым парам. Появилась только в аниме-адаптации.

Сэйю: Рина Сато

## Аниме-сериал

### Музыка
Открывающая музыкальная композиция
- Happy Girl (исполняет Эри Китамура)

Закрывающая музыкальная композиция
- Coloring (исполняет Юи Хориэ)

### Список серий
| Список серий | Список серий                                                                             | Список серий         |
| № серии      | Название                                                                                 | Трансляция в Японии  |
| ------------ | ---------------------------------------------------------------------------------------- | -------------------- |
| 1            | Не называй меня папой «Папа то ёбанайдэ» (パパと呼ばないで)                              | 11 января 2012 года  |
| 2            | Проходите ко мне домой «Иэ э ойдэ ё» (家へおいでよ)                                      | 18 января 2012 года  |
| 3            | Я не буду плакать «Найтэ тамарука» (泣いてたまるか)                                      | 25 января 2012 года  |
| 4            | Замечательная жизнь «Wonderful Life» (ワンダフルライフ)                                  | 1 февраля 2012 года  |
| 5            | Что случилось с девочкой «Сёдзё ни нани га окотта ка» (少女に何が起こったか)             | 8 февраля 2012 года  |
| 6            | Замечательная семейная поездка «Субарасики кадзоку рёко» (素晴らしき家族旅行)            | 15 февраля 2012 года |
| 7            | Спасибо, что всегда миритесь «Майдо осавагасэсимасу» (毎度おさわがせします)              | 22 февраля 2012 года |
| 8            | Я не дам этому случиться! «Юрусимасэн!» (ゆるしません!)                                  | 29 февраля 2012 года |
| 9            | Мой маленький способ «Тётто My Way» (ちょっとマイウェイ)                                 | 7 марта 2012 года    |
| 10           | Моё голубое небо «Ватаси но аодзора» (私の青空)                                          | 14 марта 2012 года   |
| 11           | Ты не там, где мне хочется… «Айтай токи ни аната ва инай…» (逢いたい時にあなたはいない…) | 21 марта 2012 года   |
| 12           | Я люблю папу больше всех в мире «Сэкай дэ итибан папа га суки» (世界で一番パパが好き)    | 28 марта 2012 года   |